# Verdedigingswerk

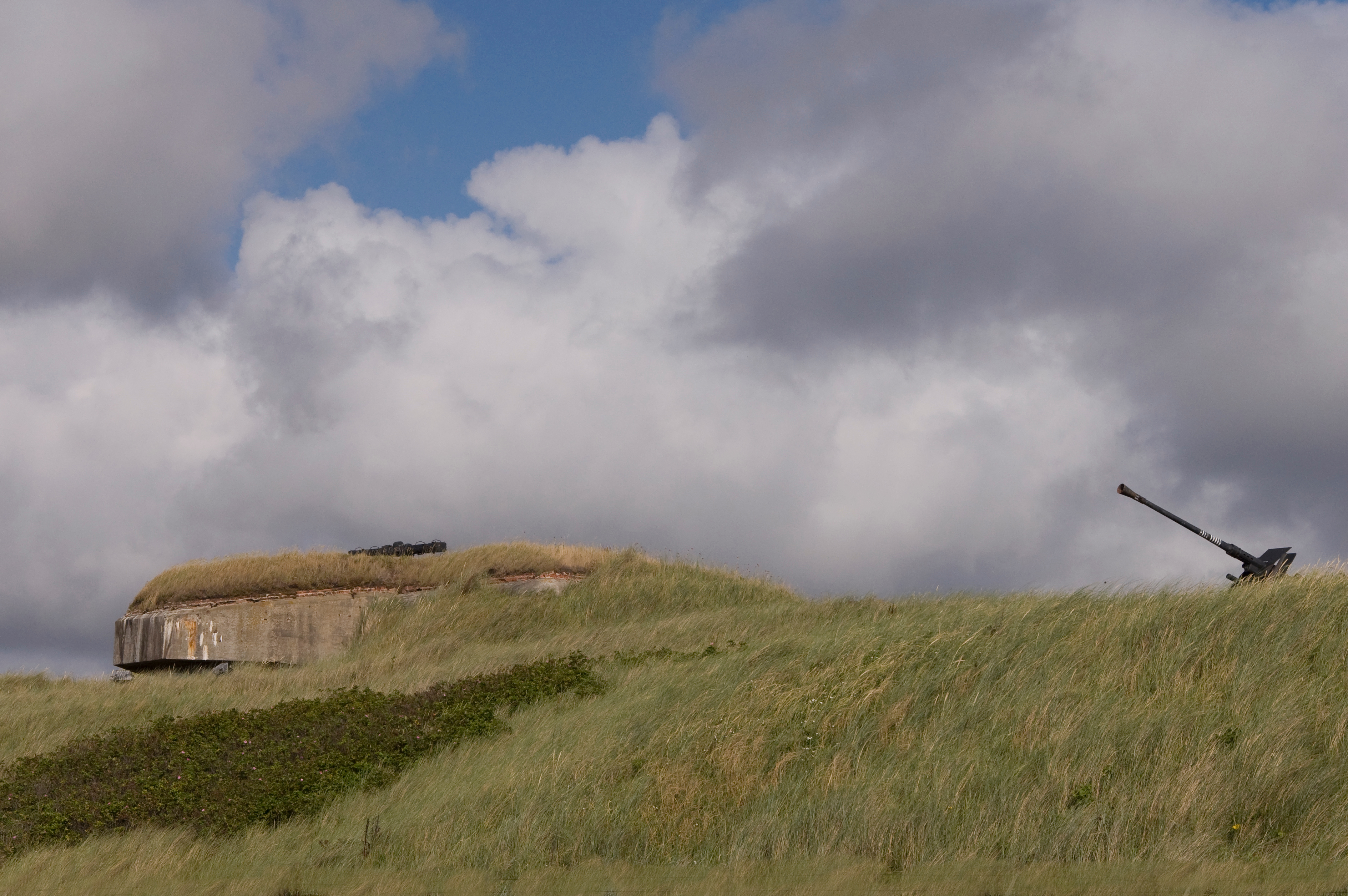
Atlantikwall bij Oostende

Een verdedigingswerk is een bouwwerk waarmee de verdedigende partij in een conflict aanvallers probeert af te wenden. De toepassing van verdedigingswerken heeft in de loop der tijd op verschillende manieren plaatsgevonden en op vele verschillende schaalniveaus. De term verdedigingswerk wordt soms ook gebruikt in de beeldspraak, waarbij een gebied zich tegen natuurinvloeden verdedigt, zoals bij kustverdediging. 
De ontwikkeling van verdedigingswerken is sterk afhankelijk van de ontwikkelingen van gevechtswapens. Aanvankelijk werden nederzettingen lokaal verdedigd door middel van houten palen en later stenen muren. Toen de muren niet meer voldeden, omdat zij de kanonskogels niet konden weerstaan, werden grachten gegraven en aarden wallen opgeworpen. Linies om grotere gebieden te verdedigen werden in de oudheid door de Romeinen en Chinezen toegepast en deden hun herintrede na de renaissance. Tanks en vliegtuigen maakten de vestingwerken bij steden minder krachtig, waardoor nog grotere linies werden opgeworpen, met zware bunkers. De toekomst van verdedigingswerken moet waarschijnlijk in de ruimte gezocht worden.

## Geschiedenis

### Oudheid

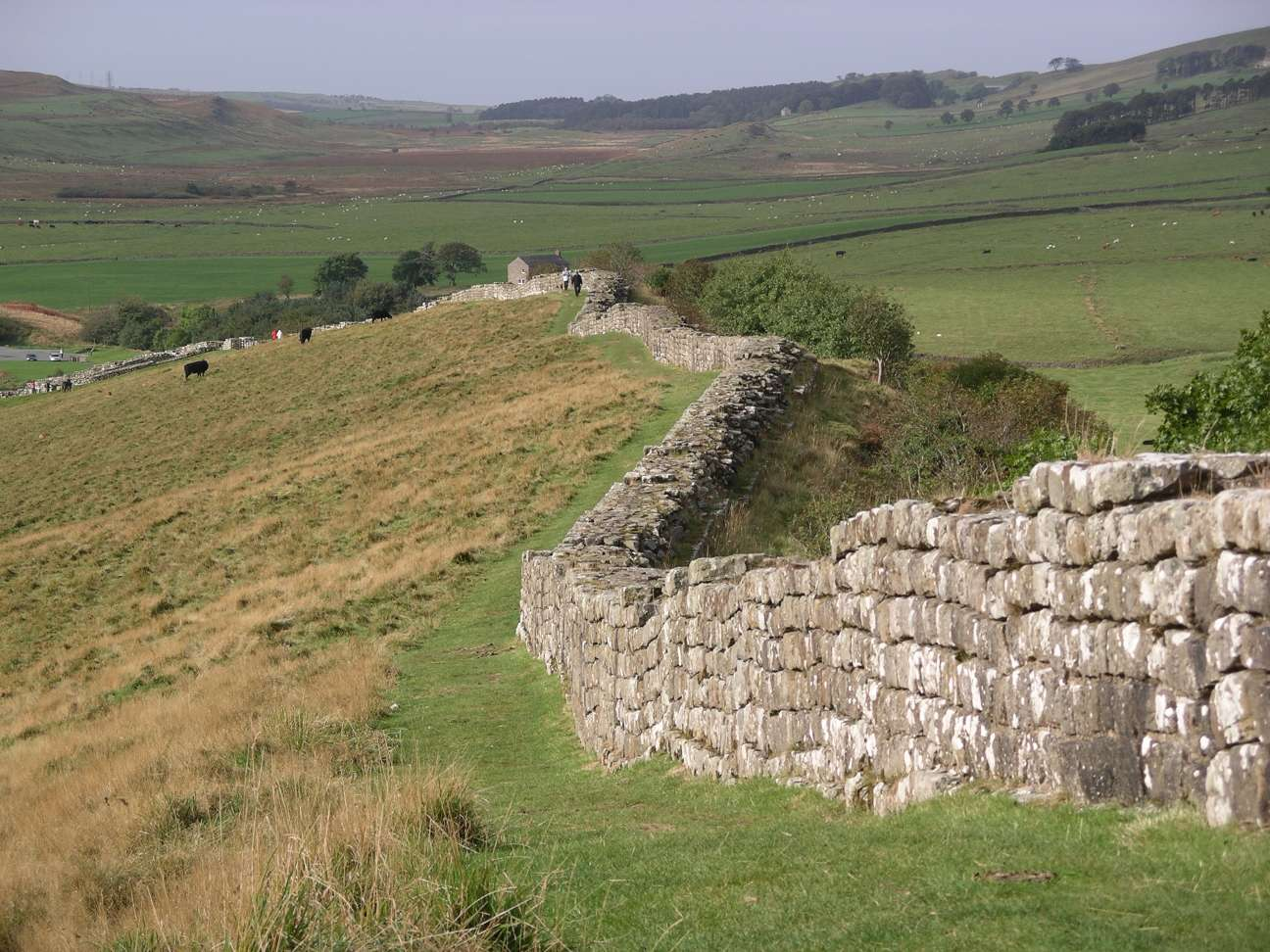
Muur van Hadrianus bij Greenhead.

In de oudheid hadden volkeren al de behoefte om zich te beschermen tegen indringers van buiten. Daarom werden nederzettingen vaak op strategisch gelegen locaties begonnen, zoals op een hoger gelegen gebied of bij een doorwaadbare plaats van een rivier. Hierdoor kon de nederzetting invloed uitoefenen op het gebied eromheen. Voorbeelden hiervan vinden we in Nederland op de Veluwe waar (tot nu toe) drie ronde of hoefijzervormige aarden wallen zijn ontdekt ook wel 'hunnenschansen' genoemd. Ze liggen bij Doorwerth, Rhenen en Uddel (De Hunenschans), onder de wal op de Heimenberg bij Rhenen zijn een vuurstenen offermes en restanten van de Klokbekercultuur gevonden, wat op een ouderdom wijst van circa 2000 v.Chr. Op de hunebedden na (circa 3400 v.Chr.) zijn het de oudste bouwwerken in Nederland.  
De Romeinen lieten in het huidige Europa de rijksgrenzen vooral langs waterwegen lopen, waardoor dit natuurlijke verdedigingswerken waren. Daarbij bouwden zij castella, waardoor zij de controle over deze waterwegen konden behouden. Britannia lieten zij in de 2e eeuw v.Chr. door een lange muur beschermen tegen de Picten uit het huidige Schotland, genaamd de Muur van Hadrianus. Deze was voorzien van 94 forten, zowel groot als klein, en was geheel uit steen opgebouwd. Ten noorden van deze muur hadden de Romeinen tevens de Muur van Antoninus gebouwd, gemaakt van turf. In Afrika konden zij geen gebruik maken van waterwegen, maar vormde de Sahara een natuurlijke barrière voor de zuidelijke grens. De grens met het westen, waar de Garamanten leefden, konden niet met forten worden verdedigd, omdat grond te droog was om gewassen te verbouwen voor soldaten. Door het ecosysteem aan te passen, konden centenaria langs de westelijke grens, de Limes Tripolitanus, gebouwd worden, waarna er drie forten gebouwd en onderhouden konden worden. De noordelijke grens bestond ten slotte uit de Limes.
Bij de opmars van de Romeinen moesten zij vele steden veroveren. Alesia was een van deze steden. Bij het beleg paste Caesar een tactiek toe, waarbij hij de stad wilde uithongeren, omdat een rechtstreekse confrontatie tot veel verliezen zou leiden. Om de stad uit te hongeren, liet hij een circumvallatielinie bouwen, maar om zich tegen aanvallen van buitenaf te beschermen, liet hij een tweede linie bouwen, de contravallatielinie. Beide linies bestonden uit schansen en uitkijktorens en tussen beide linies lagen de kampementen. 
De Muur van Hadrianus was niet de eerste muur in de geschiedenis die een groot gebied moest beschermen. In China liet de Qin-dynastie vanaf 200 v.Chr. de Chinese Muur bouwen. De eerste muren werden uit aarde en leem opgetrokken, maar deze muren werden later vervangen door stenen muren, waarbij meer dan 1000 forten en uitkijktorens aan de muur werd toegevoegd. De muur is in de loop van de tijd verlengd, waardoor de vijandelijke legers vanuit het noorden lastiger de Chinese keizerrijken konden aanvallen.

### Middeleeuwen

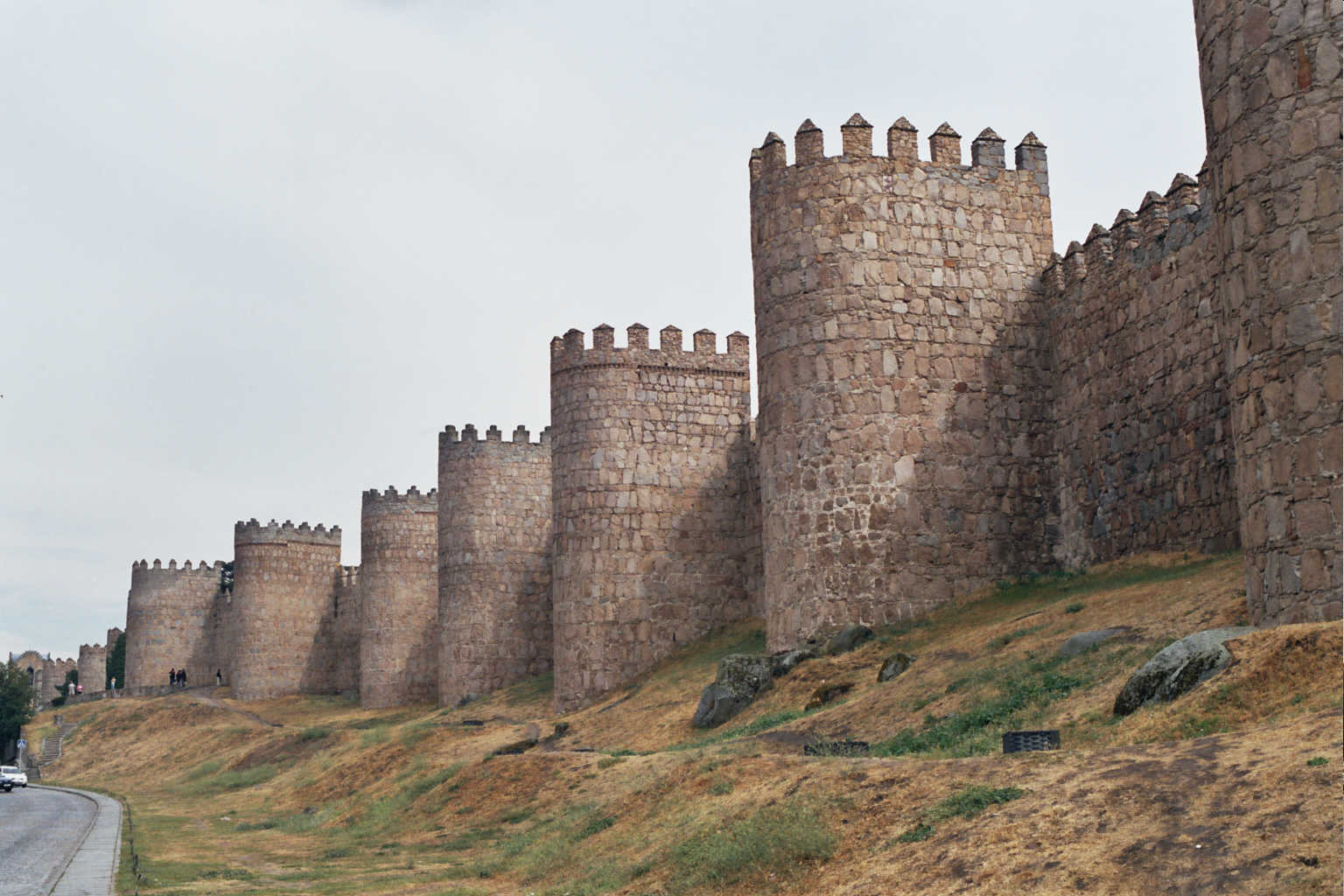
Waltorens in de vestingmuur van Ávila (Spanje)

In de middeleeuwen werd het mottekasteel ingevoerd, kunstmatige heuvels met een verdedigingstoren. Deze versterkingsvorm wordt traditioneel een ontstaan toegedicht ergens aan het eind van de 10e eeuw, in de gebieden tussen de Rijn en de Loire. Veel van deze mottekastelen werden uitgebouwd tot het kasteel die op hun beurt weer uitgroeiden tot steden.
Steden werden verdedigd door een rij van houten palen die later vervangen werden door stadsmuren. Voor het aanleggen van stadsmuren had de stad stadsrechten nodig, die het verkreeg van de heerser van het gebied. Een stadsmuur werd voorzien van torens, waardoor het gebied rondom een stad overzien kon worden. In de torens en muren zaten schietgaten, waarvandaan soldaten die in de stad gelegerd waren, gedekt konden schieten. Uit dezelfde tijd stammen ook de landweren die voornamelijk in het oosten van België en Nederland voorkomen.
Echt rijke heersers konden in de middeleeuwen stenen forten of kastelen aan laten leggen. Een voorbeeld van een fort is de Citadel van Namen. Wie het fort in handen had, kreeg zo de macht in handen over de Samber en kon zo bijvoorbeeld tol heffen. Het aantal kastelen dat gebouwd werd in de middeleeuwen is groot. Kastelen werden vaak al voorzien van een gracht en diverse andere verdedigingswerken.

### Nieuwe tijd

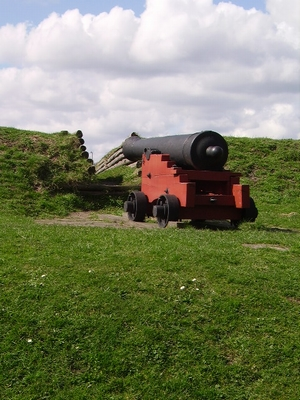
Aarden wallen vervangen middeleeuwse stadsmuren.

Met de komst van het kanon bleken de stadsmuren niet meer te voldoen. In Italië werd als reactie hierop de muren breder gemaakt en bastions aan de stadsmuren toegevoegd. Dit was echter een dure oplossing. Andere oplossingen werden gezocht en werden gevonden in een stelsel van grachten en aarden wallen. Het stelsel dat in de Nederlanden veelvuldig werd toegepast wordt het Oud Nederlands vestingstelsel genoemd. Adriaen Anthonisz wordt gezien als een van de eerste ingenieurs die de principes hiervan in praktijk bracht. De gracht was een extra obstakel voor de aanvallende partij om de stad te bereiken. Bij het overtrekken van de gracht werden zij veelal beschoten van de hoge aarden wallen. Deze wallen, vaak van vele meters hoog, konden veel kanonskogels smoren die afgeschoten werden op de stad. Het stelsel baarde zoveel opzien dat diverse buitenlandse steden het stelsel ook toepaste. Diverse vestingbouwkundigen verbeterden het stelsel en uiteindelijk leidde dit tot het Nieuw Nederlands Vestingstelsel. Menno van Coehoorn was hier de bedenker van. Dit stelsel is echter nooit exact volgens Van Coehoorns regels uitgevoerd. 
Inundatie bleek in de Nederlanden ook een effectieve manier om de aanvallende partij af te wenden. Tijdens het beleg van Alkmaar en het beleg van Leiden konden de Nederlandse opstandelingen de belegeringen van de Spanjaarden afslaan, door het gebied rondom de stad onder water te zetten. In het rampjaar 1672 werd een groot stuk land onder water gezet om de Franse troepen de provincie Holland niet te laten innemen. Dit was nodig omdat door de grote overmacht aan troepen de versterkte steden de Fransen moeilijk konden afhouden. De inundatie werd later de Hollandse Waterlinie genoemd en het geheel werd verder uitgebreid met onder meer accessen. Utrecht lag niet binnen deze linie. Eind 19e eeuw werd de Hollandse Waterlinie vervangen door de Nieuwe Hollandse Waterlinie. Bij deze linie lag Utrecht wel in het beschermde gebied en zou er een gebied onder water gezet worden dat zich uitstrekte van de Zuiderzee tot de Biesbosch. Forten moesten de gebieden beschermen die niet onder water konden worden gezet of waar wegen de linie doorkruisten. Daarnaast werd voor de inundatiegebieden linies aangebracht waar de vijand tegengehouden moest worden, zoals de Grebbelinie. 
Niet elk gebied leende zich ervoor om onder water te worden gezet. Andere oplossingen werden hiervoor gezocht. Bij Antwerpen werd een ring van forten rondom de stad gebouwd, de Stelling van Antwerpen. Echter tijdens de eerste beproeving van de forten, tijdens de Eerste Wereldoorlog, waren de kanonnen zo sterk geworden, dat zij door de betonnen muren konden schieten.

### Moderne tijd

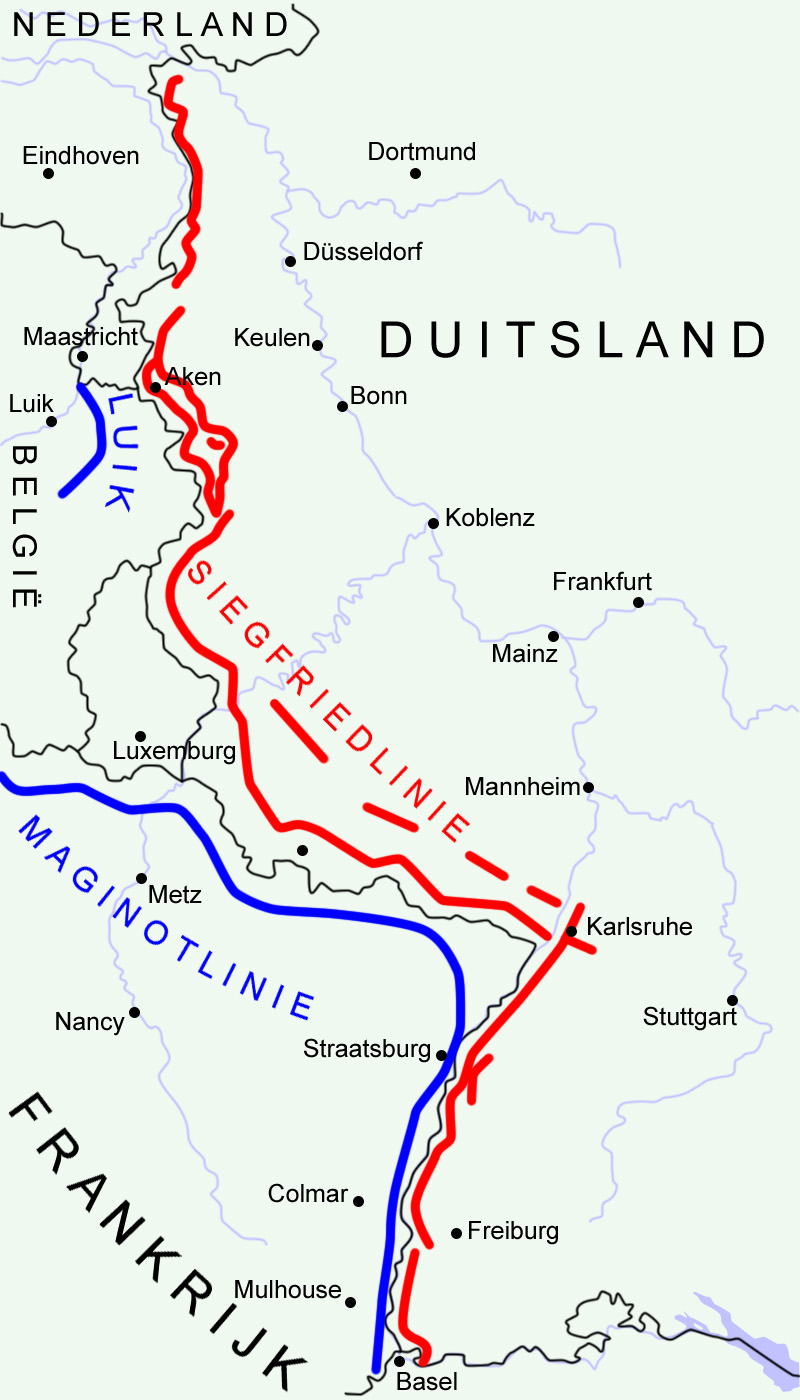
Siegfriedlinie in rood, Maginotlinie in blauw

De industriële revolutie zorgde ervoor dat de vestingwerken van steden vrijwel zinloos waren geworden. Tijdens de Eerste Wereldoorlog werden de eerste tanks ingezet, waarbij spierkracht werd vervangen door mechanische kracht. De tanks waren echter nog beperkt in hun mogelijkheden en de oorlog werd een loopgravenoorlog. Landen beseften dat ze zich moesten beschermen tegen de nieuwe wapens. In het interbellum werden diverse linies versterkt of aangelegd. Deze linies tegen vijandelijke troepen werden groter en kregen andere vormen dan voorheen. Zo werd de Stelling van Antwerpen uitgebreid met een antitankgracht, die echter weinig uit kon brengen. Nazi-Duitsland liet de Siegfriedlinie aanleggen en Frankrijk de Maginotlinie, beide bestaande uit vele bunkers. 
Vliegtuigen konden makkelijk over de linies heen vliegen, waardoor nieuwe verdedigingstactieken bedacht moesten worden. Verdedigingswerken, zoals bunkers, werden steeds meer met luchtafweergeschut uitgevoerd, die steden voor luchtaanvallen moesten beschermen. Om zelf niet makkelijk het doelwit te worden van luchtaanvallen, werden deze bunkers zo gesitueerd dat ze ook vanuit de lucht slecht zichtbaar waren.
Tijdens de Tweede Wereldoorlog liet nazi-Duitsland de Atlantikwall aanleggen, een verdedigingslinie langs de gehele westelijke kust waarmee ze zich konden verdedigen tegen een invasie vanuit zee. De linie strekte zich uit van Noorwegen tot aan de Franse grens met Spanje. 
Het was aan de aanvallende partij om een zwakke plek in de linie te vinden of de linie te omzeilen. Zo was de sterk verdedigde Maginotlinie waardeloos toen nazi-Duitsland via Nederland en België Frankrijk introkken. Om de Atlantikwall te slechten hadden de geallieerden vele bombardementen laten uitvoeren, waren gedetailleerde tekeningen van de linie door het verzet gestolen en werd er een massale aanval uitgevoerd. De inspanningen om de Atlantikwall te slechten bewezen het nut om een verdedigingslinie te hebben. Na de Tweede Wereldoorlog werden daarom diverse linies aangelegd, om dreigingen te weerstaan, zoals de IJssellinie in Nederland.
Voor de toekomst wordt de ruimte gezien als het territorium waarvandaan landen zich kunnen verdedigen tegen buitenlandse aanvallen. Zo werd al in de jaren 1980 het Strategic Defense Initiative opgezet, om een raketschild te bouwen, waarmee de Verenigde Staten zich zouden kunnen verdedigen tegen Russische raketten.